# Stonehill College
Lo Stonehill College è un'università privata di indirizzo cattolico con sede a Easton, nello stato americano del Massachusetts.
Il college fu inaugurato nel settembre 1948 dai religiosi della Congregazione di Santa Croce: all'apertura l'istituto contava 8 docenti e 134 studenti.